# Sphenia elongata
Sphenia elongata is een tweekleppigensoort uit de familie van de Myidae. De wetenschappelijke naam van de soort is voor het eerst geldig gepubliceerd in 2012 door J. L. Zhang, F. S. Xu & J. Y. Liu.